# Asia (filme)
Asia (em hebraico: אסיה) é um filme de drama israelense de 2020 dirigido por Ruthy Pribar, e estrelado por Alena Yiv e Shira Haas. Foi o escolhido israelense para representar o país no Oscar de melhor filme estrangeiro na 93ª edição do prêmio, porém não conseguiu entrar na lista de indicados.

## Elenco
- Alena Yiv como Asia
- Shira Haas como Vika
- Tamir Mula como Gabi
- Gera Sandler como Stas
- Eden Halili como Natalie
- Or Barak como Roy
- Nadia Tichonova como Valentina
- Mirna Fridman como Rose
- Tatiana Machlinovski como Lena
- Evgeny Tarlatzky como Boris

## Recepção
No Rotten Tomatoes, o filme detém um índice de aprovação de 92% com base em 26 críticas. O consenso dos críticos do site diz: "Um retrato inteligente e tocante de uma família em conflito, Asia é uma estreia auspiciosa para a cineasta e roteirista Ruthy Pribar".